# Contrary Condor
Contrary Condor (Cóndor contradictorio) es un cortometraje del Pato Donald de 1944 producido por Walt Disney Productions y distribuido por RKO Radio Pictures.

## Trama
El Pato Donald, quien ejerce como ornitólogo, intenta recoger algunos huevos de un cóndor, pero las cosas salen mal.
Donald sube una montaña con mucho esfuerzo llevando en los pies unos desatascadores como ventosas y por fin llega al nido de un cóndor que tiene dos hermosos huevos. Uno de los huevos ya está roto y hay un pequeño cóndor en el nido que protesta cuando Donald coge el otro huevo para llevárselo. Donald se enfada con él y le mete otra vez en el huevo y lo cierra. 
Cuando sale del nido con el huevo en las manos ve la sombra de la madre cóndor que sobrevuela el nido y rápidamente esconde el huevo y se mete en el huevo ocupado por el polluelo echándole a patadas. 
La madre cóndor se pone a empollar el huevo donde está escondido Donald y este lo pasa muy mal pues con el calor se deshidrata, hasta que no aguanta más y con una astilla de madera pincha en el trasero a la madre cóndor. 
La madre cree que Donald es su otro hijo y trata de que los dos aprendan a volar, lo que el polluelo de cóndor logra en seguida pero Donald se resiste y se esconde donde puede mientras la madre intenta tirarle al aire como ha  hecho con su otro hijo. 
El pequeño cóndor se venga de Donald dándole una patada que lo manda al aire.  
Donald se venga de la madre cóndor al tirar una rama disfrazada que se parece a su hijo el polluelo de cóndor. Esta cae al agua de debajo de la montaña y la madre llora por su hijo mientras arriba Donald se ríe. 
Hay una pelea entre Donald y el polluelo por conseguir el otro huevo y en un momento el huevo se les escapa y va a caer al agua pero allí está Donald para recogerlo antes de que caiga. La madre cóndor al ver como Donald salva el huevo le abraza y se lleva a Donald, a su hijo y al huevo al nido y allí duermen los tres.   

## Reparto
- Clarence Nash como Pato Donald
- Florence Gill como cóndores
- Frank Graham como narrador[3]

## Lanzamientos
Contrary Condor se incluyó en el DVD de 2005 The Chronological Donald: Volume 2.
También apareció como un dibujo animado extra en el DVD de 2008, "The Caballeros Collection". 